# Operatie Desert Strike
Operation Desert Strike (Nederlands: Operatie Woestijnslag)
was een militaire operatie tegen Irak in september 1996.

## Aanleiding
Eind augustus 1996 nam het Iraakse leger de Koerdische stad Arbil in. Irak bedreigde in diezelfde periode ook de coalitietroepen in het land en beschoot patrouillerende gevechtsvliegtuigen in de noordelijke- en zuidelijke no-flyzone met luchtdoelraketten. Een antwoord op de Iraakse agressie en schending van de VN-resolutie drong zich op. Deze gebeurtenissen leidden ook tot het einde van Operatie Provide Comfort II.

## De operatie

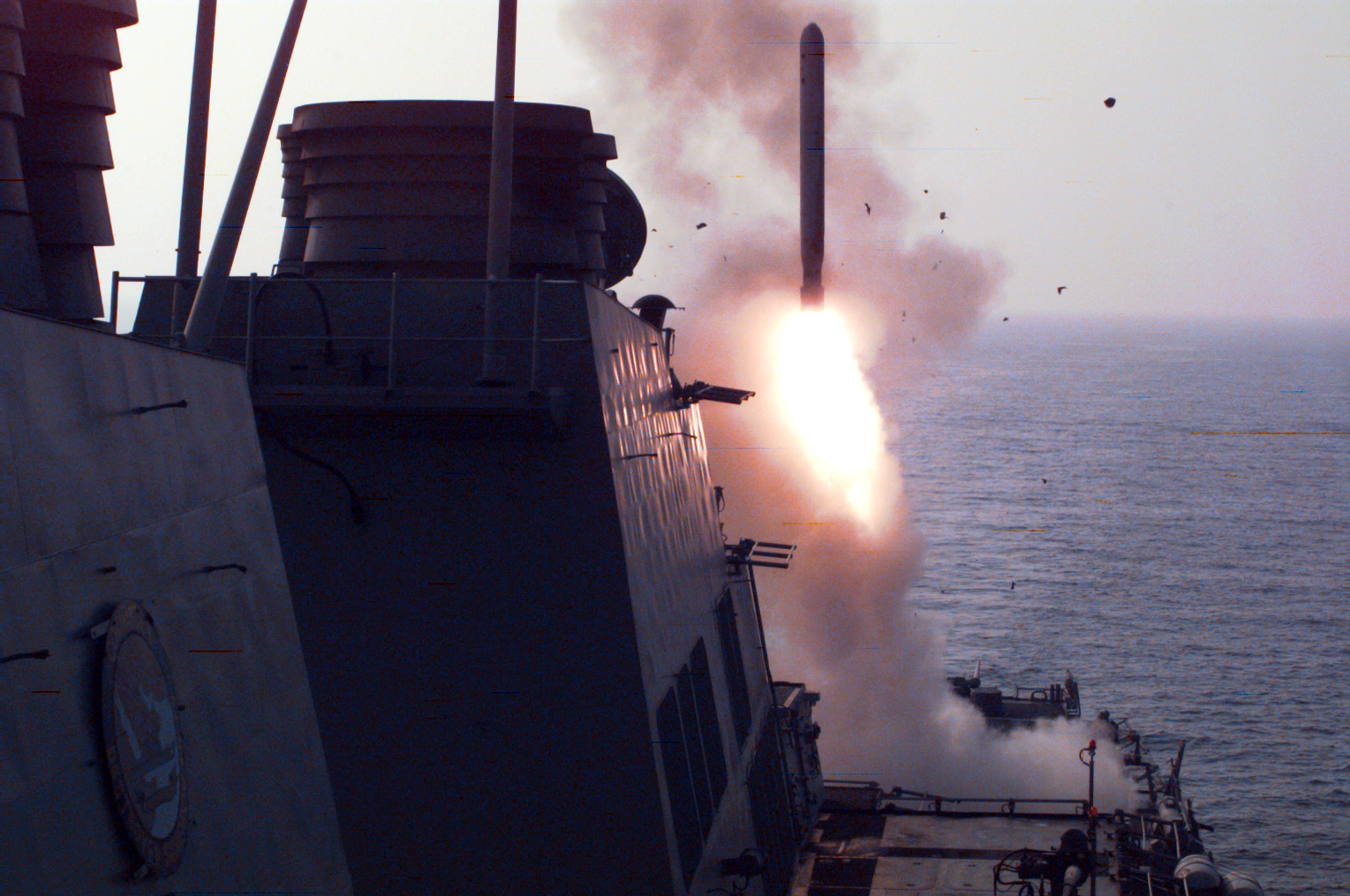
Lancering van een Tomahawk-kruisvluchtwapen vanaf de USS Laboon naar Irak (sep 1996).

Operatie Desert Strike ving aan op 3 september en duurde tot en met de volgende dag. Het was een aanval op Iraakse luchtverdedigingsinstallaties en commandoposten met kruisvluchtwapens vanaf Amerikaanse oorlogsschepen en bommenwerpers. In totaal werden enkele tientallen kruisvluchtwapens gelanceerd. Nadien werd de zuidelijke no-flyzone vergroot van de 32e tot de 33e breedtegraad. Ook werd Irak een zware vergelding in het vooruitzicht gesteld mocht het proberen de vernietigde installaties te herstellen.